# Anel Radford
Anel Radford (Johannesburgo, 1978) es una deportista sudafricana que compitió en triatlón. Ganó tres medallas en el Campeonato Africano de Triatlón entre los años 2013 y 2018.

## Palmarés internacional
| Campeonato Africano | Campeonato Africano     | Campeonato Africano | Campeonato Africano |
| Año                 | Lugar                   | Medalla             | Prueba              |
| ------------------- | ----------------------- | ------------------- | ------------------- |
| 2013                | Agadir (Marruecos)      | Medalla de plata    | Individual          |
| 2015                | Sharm el-Sheij (Egipto) | Medalla de bronce   | Individual          |
| 2018                | Rabat (Marruecos)       | Medalla de plata    | Individual          |